# Strategic Simulations
Strategic Simulations, Inc. (SSI) was een computerspelontwikkelaar en -uitgever van meer dan 100 titels sinds de oprichting in 1979. Het bedrijf is met name bekend wegens zijn oorlogsspellen. Het bedrijf werd in de zomer van 1979 opgericht. Na een onsuccesvolle deal met Avalon Hill en Automated Simulations nam hij de programmeurs John Lyons en Ed Williger. De programmeurs ontwikkelde respectievelijk Computer Bismarck en Computer Ambush in de taal BASIC. Van midden 1980 tot begin jaren negentig domineerde het bedrijf de markt van oorlogscomputerspellen. Eind jaren tachtig tekende het bedrijf een contact met TSR om de officiële Dungeons and Dragon computerspellen uit te geven. In 1994 werd het makkelijk te spelen computerspel Panzer General uitgegeven. In 1994 werd het bedrijf overgenomen door Mindscape, behoorde enige tijd bij Mattel en werd in maart 2001 ingelijfd door Ubisoft. Deze beëindigde ook de merknaam. In december 2013 doneerde Joel Billings computerspellen waaronder de sourcecode van Computer Bismarck.

## Ontwikkelde computerspellen
- Computer Bismarck (1980)
- Computer Conflict (1980)
- Computer Ambush (1980)
- Computer Napoleonics: The Battle of Waterloo (1980)
- Operation Apocalypse (1981)
- President Elect (1981)
- Cartels & Cutthroat$ (1981)
- Southern Command (1981)
- The Warp Factor (1981)
- Pursuit of the Graf Spee (1982)
- Carrier Force (1983)
- Imperium Galactum (1984)
- Kampfgruppe (1985)
- Wizard's Crown (1985)
- Wargame Construction Set (1986)
- Battle Cruiser (1987)
- Roadwar Europa (1987)
- Pool of Radiance (1988)
- Questron II (1988)
- War of the Lance (1989)
- Warhammer: Shadow of the Horned Rat (1995)